# Carmen (gemeente in Mexico)
Carmen is een gemeente in de Mexicaanse deelstaat Campeche. De hoofdplaats van Carmen is Ciudad del Carmen. Carmen heeft een oppervlakte van 9720 km² en 199.988 inwoners (census 2005).
Calakmul · Calkiní · Campeche · Candelaria · Carmen · Champotón · Dzitbalché · Escárcega · Hecelchakán · Hopelchén · Palizada · Seybaplaya · Tenabo